# 夏目義徳
夏目 義徳（なつめ よしのり、1975年8月23日 - ）は、日本の漫画家。広島県広島市安芸区矢野出身。広島県立海田高等学校、千葉大学工学部工業意匠学科（現・デザイン工学科）卒業。一時期コナミの関連会社（コナミコンピュータエンタテインメントジャパン）でデザイナーとして勤務し、『メタルギアソリッド』や『beatmania』の開発に参加。

## 略歴
- 1994年 - 少年サンデーまんがカレッジ10学期佳作（「ダンクシュートは打てないけれど」）でデビュー。
- 1995年 - 第36回小学館新人コミック大賞少年部門入選（「雨天笑遊記」）、『少年サンデー超』（小学館）9月増刊号掲載。
- 1998年 - コナミコンピュータエンタテインメントジャパン入社。『メタルギアソリッド』及び『beatmania』のグラフィックデザイナー等を務める。
- 2000年 - コナミコンピュータエンタテインメントジャパン退社。
- 『週刊少年サンデー』（小学館）2000年36号より2002年11号まで、「トガリ」を連載。全8巻。
- 『週刊少年サンデー』（小学館）2004年35号より2006年1号まで「クロザクロ」を連載。全7巻。
- 『good!アフタヌーン』（講談社）vol.5よりvol.13まで「モチモチ」を連載。全2巻。
- 『コミックフラッパー』（メディアファクトリー）2009年11月号より「トガリ」の続編に当たる「咎狩 白」を連載。全3巻。

## 作品リスト

### 漫画
連載
- トガリ（週刊少年サンデー、小学館、2000年36号 - 2002年11号、全8巻、新装版全4巻）
  - 咎狩 白（コミックフラッパー、メディアファクトリー、2009年11月号 全3巻） ※『トガリ』の続編
- クロザクロ（週刊少年サンデー、小学館、2004年35号 - 2006年1号、全7巻）
- バットマン・デスマスク（ワイルドストーム、2008年、全4巻、日本語版：フレックスコミックス、2008年、全1巻）
- モチモチ（good!アフタヌーン、講談社、2009年 (vol.5) - 2010年 (vol.13)、全2巻）
- White Tiger〜白虎隊西部開拓譚〜（グランドジャンプ、集英社、2013年3号 - 2013年21号、全3巻）
- ねこはなはなし（サイコミ、Cygames、2016年5月 - 2018年2月、全2巻）
- B-TRASH（サイコミ、Cygames、2017年11月 - 2019年12月、LINEマンガ、2020年9月 - 連載中）

読切
- 雨天笑遊記（増刊週刊少年サンデー超、小学館、1995年9月号）
- 雨天笑遊記 稲穂の章（週刊少年サンデー、小学館、1996年8号）
- スパナ（増刊週刊少年サンデー超、小学館、1996年8月号）
- 止めれるモンなら（増刊週刊少年サンデー超、小学館、1997年3月号）
- ひらき屋OPE（増刊少年サンデー超、小学館、1999年1月号）
- ブカツ（週刊少年サンデー、小学館、2002年18号）
- 大蛇 -オロチ（週刊少年サンデー、小学館、2003年45号）
- P専嬢のダリア（原作：草薙だらい、別冊モーニング、講談社、2004年2号）
- 眼鏡越しの君と（コミックフラッパー、メディアファクトリー、2008年10月号）
- パンチンジー（オースーパージャンプ、集英社、2009年2月号）
- 平家物語異聞　惡の鐘声（スーパージャンプ増刊、集英社、2011年）
- モドキ（月刊ビッグガンガン、スクウェア・エニックス、2012年Vol.07）
- 青刃（コミック乱、リイド社、2016年1月号）

### イラスト・挿絵
- 妖怪人間ベム（作：高橋秀武、集英社、2007年、巻末イラスト）
- あやかしがたり（作：渡航、ガガガ文庫、小学館、2009年 - 2010年、全4巻）
- いいぞ!ベールちゃん（企業MAG ISOVERキャラクター、デザイン、マンガ）
- 西日本豪雨復興応援チャリティーアートブック（有限会社 南々社、2020年、イラスト）

他多数

## 師匠
- 皆川亮二

## アシスタント
- 鹿養信太郎